# Žiče, Slovenske Konjice
Žiče so gručasta vas in sedež istoimenske krajevne skupnosti v Občini Slovenske Konjice.
Naselje se nahaja na rahli vzpetini med dolinama reke Dravinje in potoka Žičnice ter ima okrog 500 prebivalcev. Po njej se imenuje bližnji kartuzijanski samostan v dolini Sv. Janeza Krstnika. V Žičah se križajo ceste proti Ločam (2,5 km), Tepanju (4,6 km), Slovenskim Konjicam (6,1 km) in skozi sotesko Sotensko proti Špitaliču (6,2 km). Višja mesta sestojijo iz apnenca, ostale površine pa so iz peščene ilovice.
V kraju sta najbolj razširjeni dejavnosti živinoreja in vinogradništvo. Na vzpetini, imenovani Žička Gorca, so vinogradi, kjer so povečini vinogradniške hišice z zidanicami. V primerjavi s preteklostjo je sadjarstvo v Žičah precej nazadovalo. Veliko Žičanov je zaposlenih v zreški in konjiški industriji. V središču naselja so trgovina, kavarna, gasilski dom, kulturni dom in osnovna šola. Vas ima tudi kamnolom, ki se nahaja v Sotenskem. Zaradi samostana Žička kartuzija so Žiče precej prepoznavne širom Slovenije, kljub temu, da je od vasi oddaljen 7 km. 
V vasi delujejo tudi Prostovoljno gasilsko društvo Žiče od leta 1923, Turistično društvo Žička gorca od leta 1992 in Prosvetno društvo France Prešeren od leta 1897. Žiče so leta 1998 sodelovale v evropskem turističnem tekmovanju Entente Florale (najlepše urejena mesta in vasi po Evropi), v katerem so kot vas osvojile bronasto priznanje.

## Zgodovina
Kartuzijani so imeli v posesti Žiče in so imeli tukaj tudi pristavo s kletjo. Vas Žiče se v dokumentih prvič omenja leta 1182, ko je vojvoda Otokar I. poklonil kartuzijanom nekaj posesti, med drugim tudi vas Žiče. Vinograde so dobili v dar od vojvode Otokarja in Oglejskih patriarhov, z njimi pa tudi vse nesvobodne kmete. Po takratnem urbarju so spadale pod Žiče še vasi Tolsti Vrh, Draža vas, Konjiška vas, Koble, Kolačno, Zafošt, Pristava, Podob, Kraberk in Klokočovnik. Prebivalci so Kartuzijanom opravljali razna dela, hiše pa so dobile temu slična imena: Ribiči, Furmani, Šlosarji, Tišlarji...
Med NOB je bila pri kmetu Antonu Gosaku partizanska javka. V kraju je spomenik NOB. Tukaj je bil tudi doma Josip Gosak (1882-1973), avtor mnogih prispevkov o vinogradništvu, drevesničarstvu, sadjarstvu in reji perutnine.
Včasih je bilo tukaj Panonsko morje zato se nad vinogradi v Žički gorci (v t.i. Votli peči), na kamnih lepo vidijo odtisi školjk.

## Cerkev sv. Petra v Žičah
Cerkev sv. Petra je bila zgrajena po tem, ko so Žički kartuzijani leta 1308 za dovoljenje prosili kardinala Neapolea Ursinija. V zapisih se cerkev prvič omenja leta 1392. Cerkev je bila sestavljena iz nižje ladje z ravnim stropom in prezbiterijem, ki je bil za nadstropje nižji od sedanjega. V 16. stoletju so cerkvi prizidali zvonik. V letih 1660-1661 so podrli stari prezbiterij in vzhodni del ladje ter postavili sedanjo cerkev z obokanimi ladjo in prezbiterijem ter z vdelano pevsko emporo. Leta 1705 je na zvoniku bilo zgrajeno še eno nadstropje in je imel isto višino kot jo ima še danes. Ura je bila vgrajena v zvonik leta 1910. Na zahodni strani je bil k zvoniku prizidan kletni prizidek, ki pa se je nato uporabljal kot mrtvašnica, ker je bilo takrat pokopališče okoli cerkve. Na zunanji strani cerkve lahko vidimo ostanke fresk svetega Krištofa in Marije zavetnice iz 14. stoletja ter letnici 1705 na glavnem in 1661 na južnem portalu. Znotraj cerkev dopolnjujejo freske Franja Horvata iz Gornje Radgone (1903). Glavni oltar je delo Janeza Jurija Mersija iz okoli leta 1765, stranska oltarja pa deloma Mihaela Pogačnika iz let 1720-1730. Zvon je leta 1689 vlil celjski livar Nikolaj Urban Boset. Župnišče je bilo zgrajeno v 19. stoletju. Od prvotne cerkve so ostali ohranjeni le zunanji zidovi, ladja in freska na zunanjem južnem zidu. Hiša v vasi s številko 70 je nekdanja samostanska pristava, ki je v vzhodnem delu iz 2. pol. 16. stoletja, v zahodnem ožjem pa iz 1. polovice 17.
Leta 2002 je bila notranjost cerkve temeljito prenovljena. 

### Teža zvonov:
- »AS« 475 kg (1969)
- »B« 323 kg (1969)
- »DES« 220 kg (1689)

## Šola
Vzpostavitev šole Žiče spada v borbo Žičanov za odcep od loške šole. Do leta 1847 so otroci obiskovali župnijsko šolo v Ločah. Zaradi številnih poplav in ujm reke Dravinje, ki so povzročale večje izostajanje žičkih otrok od pouka, so se Žičani odločili za svojo šolo. Zaradi tega je Anton Martin Slomšek izdal dekret, da se v Žičah ustanovi šola in imenoval Miho Terana za učitelja. Prostor so uredili sredi vasi v kmečki hiši. Učitelj Teran je popisal vse šoloobvezne otroke: 35 dečkov in 40 deklic. Pouk je potekal dopoldan in popoldan. Izvajali so tudi nedeljsko šolo. Leta 1867 so začeli poučevati na novi lokaciji in šola je pridobila tudi večji prostor za vrt. Dečke so začeli poučevati vrtnarjenja, sadjarstva in vinogradništva, deklice pa ročnih del. Učitelj Jurko je dosegel, da je šola leta 1895 postala dvorazrednica, vendar se je dvorazredni pouk začel šele leta 1898, ko je učitelja Jurka zamenjal učitelj Eberl. Na šoli so uvedli tudi običaj, kjer so na koncu šolskega leta po izpitih prirejali veselice, kjer so bili otroci obdarovani s sadjem in kruhom. Veselice, na katerih so pili medice in jedli žemlje, so po navadi trajale pozno v noč. Leta 1901 je bilo postavljeno novo šolsko poslopje. Leta 1927 je šola postala že trirazrednica. Šola je preživela drugo svetovno vojno, čeprav je bilo uničenih veliko knjig in pohištva. Leta 1948 je bila žička šola vključena v sedemletno šolo v Ločah. Učenci 4. razreda so prejeli spričevala in nadaljevali šolanje v sedemletki v Ločah. Šolanje so nadaljevali na nižji gimnaziji v Slovenskih Konjicah. Leta 1953 je šola Žiče postala osemletna OŠ. Marca Leta 1957 so na šoli ustanovili tudi šolsko kuhinjo. 1. junija 1964 se je OŠ Žiče priklopila OŠ Loče in postala njena podružnica. Danes je število otrok v šoli malo, saj število otrok pada.
- pogled na Žiče
- župnijska cerkev svetega Petra
- freska Marije zavetnice in sv. Krištofa na fasadi cerkve
- Žiče
- umetnostno kovaštvo v Žičah

## Športno letališče
V bližini Žič se nahaja lokalno športno letališče. 

## Žički grobeljnik
V Sotenjskem, v okolici kamnoloma v Žičah, raste botanična posebnost, žički grobeljnik (Alyssum montanum ssp. pluscanescens). V Sloveniji uspeva le na tem mestu, poleg tega rastišča pa so ga do zdaj odkrili le v okolici Samoborja na Hrvaškem. Rastlino je opisal nemški botanik Johann Baumgarten, ravno po primerkih iz Žič. To je zelnata trajnica, ki zraste 10-20 cm v višino, z vretenasto korenino, sivozelenim, pokončnim in razvejanim steblom, jajčastimi in suličastimi listi ter rumenimi cvetovi, ki dozorijo v okrogle plodove - luščke. Žički grobeljnik je ogrožena in redka rastlina, njegovo rastišče je z odlokom Občine Slovenske Konjice zavarovano kot naravni spomenik. V vrtnarskih centrih vzgojene mladike je možno kupiti v zeliščnem vrtu v Žički kartuziji.